# Борьба на летних Олимпийских играх 1904
Соревнования по борьбе на III летних Олимпийских играх прошли 14 и 15 октября. В них участвовало 42 спортсмена, причём все они были из США. Впервые на Олимпийских играх прошли соревнования по вольной борьбе и были введены семь весовых категорий.

## Медали

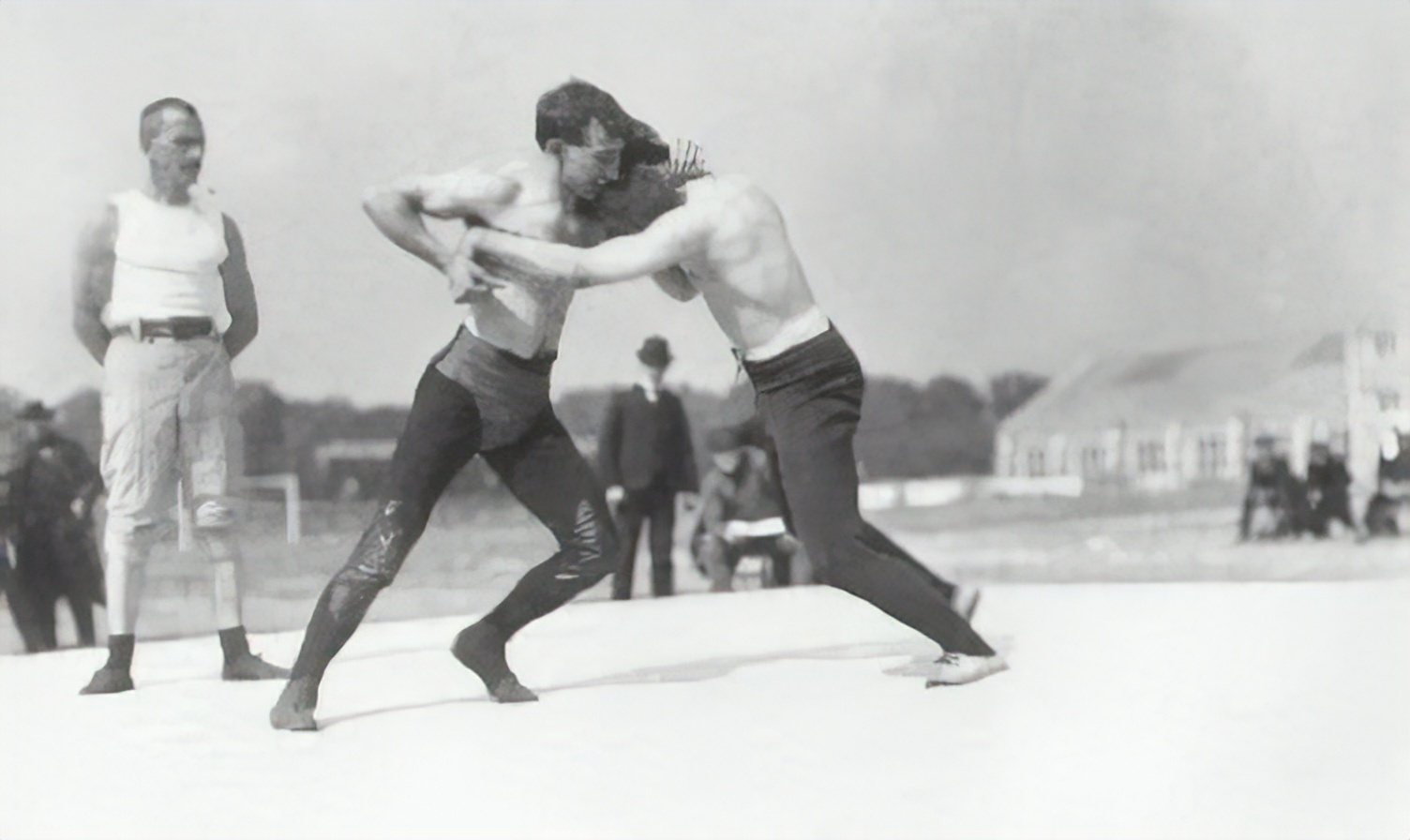
Одна из встреч по борьбе

### Общий медальный зачёт
(Жирным выделено самое большое количество медалей в своей категории; принимающая страна также выделена)
| Общее количество медалей |           |        |         |        |       |
| Место                    | Страна    | Золото | Серебро | Бронза | Всего |
| 1                        | США       | 5      | 6       | 6      | 17    |
| 1                        | Норвегия  | 2      | 0       | 0      | 2     |
| 1                        | Германия  | 0      | 1       | 0      | 1     |
| 1                        | Швейцария | 0      | 0       | 1      | 1     |

### Медалисты
| Дисциплина                 | Золото                   | Серебро                | Бронза                      |
| До 47,6 кг (105 фунтов)    | Роберт Карри США         | Джон Хейн США          | Густав Тифентелер Швейцария |
| До 52,2 кг (115 фунтов)    | Джордж Менерт США        | Густав Бауэр США       | Уильям Нельсон США          |
| До 56,7 кг (125 фунтов)    | Исидор Нифло США         | Огюст Уэстер США       | Луи Стриблер США            |
| До 61,2 кг (135 фунтов)    | Бенджамин Бредшоу США    | Теодор Мак-Лир США     | Чарльз Клеппер США          |
| До 65,8 кг (145 фунтов)    | Отто Рём США             | Рудольф Тесинг США     | Альберт Зёркль США          |
| До 71,7 кг (158 фунтов)    | Чарльз Эриксен Норвегия  | Уильям Бекмен США      | Джерри Уинхольц США         |
| Свыше 71,7 кг (158 фунтов) | Бернхафф Хенсен Норвегия | Фрэнк Канглер Германия | Фред Уормбольдт США         |